# Gherardo III da Camino
(Dante Alighieri, Convivio, quarto trattato, cap. 16)
Gherardo III da Camino (Credazzo, 1240? – Treviso, marzo 1306) è stato un militare e politico italiano.
Fu Signore di Treviso dal 1283 al 1306. È comunemente considerato il principale esponente del casato dei da Camino.

## La giovinezza
Secondogenito di Biaquino III e India da Camposampiero, nacque presso il castello di famiglia a Credazzo, o a Padova. Alla morte del padre, avvenuta nel 1274, diventa l'unico erede maschio della famiglia essendo morto in precedenza il fratello maggiore Tiso.
Già nel 1262 risulta sposato con la vicentina Ailice da Vivaro che gli darà due figli: Rizzardo e Agnese. Nel 1263 già appartiene al nuovo Consiglio dei Trecento di Treviso insieme a Guecellone VI dei Caminesi di sotto e al padre.
Nel 1266, gli viene offerta dal vescovo di Feltre e Belluno Adalgerio di Villalta la signoria delle due città, carica che aveva avuto già il padre e che lui stesso eserciterà ininterrottamente fino alla morte. In questo modo il vescovo poté assicurarsi una protezione guelfa contro l'espansionismo dei ghibellini della regione.
In seguito il raggio di azione di Gherardo si espande ben oltre i suoi territori nel Bellunese e nel Trevigiano, venendo eletto prima arbitro in una contesa territoriale tra il patriarca di Aquileia e il Conte di Gorizia (1274) e poi conclude un'alleanza a suo favore con le città guelfe di Padova, Cremona, Brescia, Parma, Modena e Ferrara contro la ghibellina Verona (1278). Per i meriti in seguito acquisiti fu nominato cittadino di Padova.

## L'ascesa a Capitano Generale di Treviso
Rimasto vedovo, sposa la nobile milanese Chiara della Torre, la quale morirà nel 1299. Si trattava di un matrimonio dal preciso scopo politico, fruttuosa strategia che Gherardo porterà avanti combinando in seguito i matrimoni dei propri congiunti.
In questo periodo Gherardo medita di impossessarsi di Treviso, città già in mano al padre e che stava attraversando un periodo di pace dopo la cacciata dei da Romano. Per raggiungere l'obbiettivo si scontra con i da Castelli, potente famiglia trevigiana a capo del partito dei Ghibellini.
Lo scontro tra le due famiglie avviene nel 1283, dopo mesi di preparazione con alleanze e potenziamenti militari. Il 15 novembre Rambaldo di Collalto, con al seguito i suoi alleati, espelle i Ghibellini dalla città con una battaglia esaltata dalle cronache agiografiche successive, ma che in realtà fu poco più di un tafferuglio abilmente orchestrato dallo stesso Gherardo che, col potere delle armi, fu immediatamente proclamato Capitano Generale della città a vita all'unanimità dai consigli cittadini. Allo stesso fu attribuito il potere di modificare a piacimento gli statuti del Comune.
La prima mossa di Gherardo fu attaccare le fortezze di Asolo, Cornuda e Monleopardo di proprietà dei Castelli e, in seguito, con una trappola, di radere al suolo la loro casa in città. Ai Ghibellini rimasti in città fu poi vietata ogni forma di associazione.

## La Signoria nella Marca Trevigiana

### Le alleanze
Sistemati i nemici Ghibellini, ricompensò tutti coloro che lo avevano aiutato nell'impresa: in particolare restituì Camino e Oderzo ai cugini Tolberto III e suo fratello Biaquino VI appartenenti al ramo cosiddetto "inferiore" della famiglia. La cessione fu dichiarata illegittima dal Comune di Treviso: per sistemare la disputa fu indetto il cosiddetto "processo di Oderzo" (1285). Non si sa come finì, ma di certo peggiorò le già difficili relazioni tra i due rami della famiglia. Tolberto e Biaquino infatti si tutelarono mettendosi sotto la protezione della Serenissima Repubblica alla quale cedettero, solo formalmente, la città di Motta di Livenza. Avevano dato così il via, il 6 luglio 1291, all'espansione in terraferma di Venezia.
Gherardo pensò intelligentemente di riappacificarsi con i cugini, concludendo al breve il matrimonio della celebre figlia Gaia con Tolberto III (1291).
Gherardo infatti stringerà nuove alleanze anche combinando il matrimonio dei propri congiunti: la figlia Beatrice andrà in sposa a Enrico II di Gorizia; la figlia Agnese sposerà Niccolò de' Maltraversi, mentre il figlio Rizzardo prenderà in sposa la nobildonna carinziana Caterina di Ortenburg.
Porterà avanti buoni rapporti anche con i Padovani, i Veneziani e i Fiorentini (tra cui Corso Donati, capo dei Guelfi Neri e acerrimo nemico di Dante).

### Luci e ombre della signoria
Gherardo, chiamato da Francesco Pipino tyrannus aequissimus et tolerabilis satis, iniziò quindi a diramare ordini senza alcuna limitazione e senza che nessuno osasse metterlo in discussione; il genero Tolberto III divenne Podestà di Treviso grazie alla sua parentela, e governò la città secondo le sue direttive come tutti gli altri podestà di quegli anni. Distribuì a suo piacimento i beni del comune indebitandosi, interpretò e violò a suo piacimento gli statuti comunali, fece incarcerare e scarcerare chi voleva al solo comando.
Ma pur essendo un calcolatore freddo e capace di ottenere il massimo profitto anche dalle situazioni più intricate, anche con azioni poco encomiabili, riuscì a governare così a lungo non solo per aver eliminato ogni forma di opposizione in città, ma soprattutto per tutto il buono che fece per essa: sistemò le porte della città, fece edificare nuovi ponti, pensò a prosciugare e drenare ogni anno il fossato per evitare il diffondersi di malattie, fece lastricare dai privati le strade principali, istituì una sorta di efficace "nettezza urbana" e una sorta di "vigili del fuoco" per estinguere rapidamente gli incendi; assicurò sempre alimenti sani per la popolazione e a buon mercato calmierando i prezzi; regolò il mercato del vino estendendo le piantagioni e controllando ogni passaggio, dalla vendemmia alla vendita; rese sicure le strade commerciali percorse dai mercanti; istituì un servizio regolare di navigazione da Treviso a Venezia facendo crescere notevolmente l'importanza economica della città. Tenne molto alla severità dei costumi dei Trevigiani, affermando l'indissolubilità del matrimonio e vietando la prostituzione in città sebbene con scarsi risultati; finanziò e mantenne gli ordini francescani, della cui opera beneficiavano, e non poco, i Trevisani, costruendo chiese e conventi (come quello di San Francesco o la Chiesa monumentale di San Nicolò); infine ebbe grande cura per l'affermazione dello Studio o Università (che verrà poi chiusa dai Veneziani all'inizio del XV secolo): Gherardo diede a Treviso un periodo di pace e splendore senza precedenti.
Amante delle feste (il matrimonio del figlio Rizzardo nel 1295 con Caterina di Ortenburg fu celebrato con sfarzo tale da far eco in tutta Italia), fu anche mecenate ospitando nel proprio palazzo (le cui tracce sono visibili nell'attuale Convento servita e nell'attigua Chiesa di Santa Caterina) molti poeti, artisti, giuristi, fisici e dotti, tra cui appunto Dante Alighieri (a Treviso, a Santa Margherita fu sepolto suo figlio Pietro, la cui tomba, in seguito alla sconsacrazione di quella chiesa, fu spostata a San Francesco dove attualmente è collocata), e altri come il trovatore provenzale Ferrarino da Ferrara.
Il Sommo Poeta gli dimostrò tutta la sua gratitudine e la sua stima spendendo ottime parole per lui citandolo testualmente sia nella Divina Commedia sia nel Convivio. Gherardo per Dante appariva come uno dei pochi avanzi gloriosi di un'età passata, degno di essere proposto ad esempio e a rimproverio del secol selvaggio.
(Dante Alighieri, Purgatorio - Canto sedicesimo, vv. 120-126.132-139)
Gherardo mantenne buoni rapporti pure con Venezia dove comunque era vietato importare prodotti da Treviso. I vantaggi erano reciproci: Gherardo infatti, possedendo Serravalle, controllava la seconda più importante rotta commerciale veneziana dopo l'Oriente: quella che portava in Germania.

### I rapporti con Papa Benedetto XI
Contemporaneo di Gherardo fu Niccolò di Boccassio, che diventerà Papa Benedetto XI e in seguito pure beatificato, e che stranamente non cita mai i caminesi in nessuna delle 1279 lettere scritte durante il suo pontificato: questo probabilmente a causa di una diatriba nata quando Gherardo tentò di eleggere vescovo di Feltre e Belluno il proprio secondogenito Guecellone VII, ancora minorenne, per poter controllare anche il potere religioso in una diocesi dove avevano possedimenti.
Gherardo non riuscì nel suo intento a causa di un suo probabile coinvolgimento nell'omicidio (1298) del vescovo bellunese Giacomo Casali morto in una rissa o a causa di ripetuti colpi con sacchetti di sabbia, usanza diffusa a quel tempo perché non lasciava segni all'esterno del corpo.
Gherardo e il figlio Rizzardo non avrebbero compiuto gli umilianti gesti di pentimento richiesti dall'allora pontefice Bonifacio VIII e di questo Boccassio se ne sarebbe in seguito ricordato, una volta salito al soglio papale.

## Gli ultimi anni
Negli ultimi anni della sua vita Gherardo, forse pentito dei mali compiuti, si dedicò ad opere di carità verso istituti religiosi, in particolar modo verso l'ordine dei Francescani di Treviso a cui era appartenuto anche Giacomo Casali. Nel 1303 fa testamento, lasciando a Rizzardo il titolo di Capitano generale a Treviso, Feltre e Belluno, titolo che ebbe fin dal 1301, e Ceneda al secondogenito Guecellone.
Nel 1305 sventa l'ennesima congiura ordita contro di lui, questa volta forse dal suo stesso figlio Rizzardo, già padrone della città essendo il padre ormai morente.
Finanziò consistentemente il convento e la chiesa di San Francesco, dove fu sepolto alla sua morte nel 1306 in una splendida arca sovrastata dallo stemma nero e argento della famiglia vicino alla porta della sagrestia. In seguito vi troveranno posto anche Rizzardo e Beatrice. Del suo monumento sepolcrale si sono perse le tracce: spostato nel 1611 dai frati minori dal suo luogo originale e danneggiato, fu vergognosamente demolito dalle truppe napoleoniche.
Del sarcofago si è salvata solo una formella ora conservata all'interno della chiesa della frazione di San Giuseppe. La formella (33x44 cm circa), mostra San Francesco nell'atto di presentare Gherardo in preghiera alla Madonna con Gesù Bambino. La scena è sormontata da uno stemma Caminese e racchiusa in un arco che rappresenta sicuramente la cappella di famiglia nella Contrada di Sant'Agostino a Treviso.

## Ascendenza
|                           |                           |                      | Genitori             |  |  | Nonni |  |  | Bisnonni              |  |  | Trisnonni               |  |
|                           |                           |                      |                      |  |  |       |  |  | Gabriele II da Camino |  |  | Guecellone II da Camino |  |
|                           |                           |                      |                      |  |  |       |  |  | Gabriele II da Camino |  |  | Guecellone II da Camino |  |
|                           |                           | Sofia di Colfosco    |                      |  |  |       |  |  | Gabriele II da Camino |  |  |                         |  |
| Guecellone IV da Camino   |                           |                      |                      |  |  |       |  |  | Gabriele II da Camino |  |  |                         |  |
|                           |                           | Engelenda            | ...                  |  |  |       |  |  |                       |  |  |                         |  |
|                           |                           | Engelenda            | ...                  |  |  |       |  |  |                       |  |  |                         |  |
|                           |                           | Engelenda            | ...                  |  |  |       |  |  |                       |  |  |                         |  |
| Biaquino II da Camino     |                           | Engelenda            |                      |  |  |       |  |  |                       |  |  |                         |  |
|                           |                           | ...                  | ...                  |  |  |       |  |  |                       |  |  |                         |  |
|                           |                           | ...                  | ...                  |  |  |       |  |  |                       |  |  |                         |  |
|                           |                           | ...                  | ...                  |  |  |       |  |  |                       |  |  |                         |  |
| ...                       |                           | ...                  |                      |  |  |       |  |  |                       |  |  |                         |  |
|                           |                           | ...                  | ...                  |  |  |       |  |  |                       |  |  |                         |  |
|                           |                           | ...                  | ...                  |  |  |       |  |  |                       |  |  |                         |  |
|                           |                           | ...                  | ...                  |  |  |       |  |  |                       |  |  |                         |  |
| Gherardo III da Camino    |                           | ...                  |                      |  |  |       |  |  |                       |  |  |                         |  |
|                           | Tisolino da Camposampiero | ...                  |                      |  |  |       |  |  |                       |  |  |                         |  |
|                           | Tisolino da Camposampiero | ...                  |                      |  |  |       |  |  |                       |  |  |                         |  |
|                           | Tisolino da Camposampiero | ...                  |                      |  |  |       |  |  |                       |  |  |                         |  |
| Gherardo da Camposampiero | Tisolino da Camposampiero |                      |                      |  |  |       |  |  |                       |  |  |                         |  |
|                           |                           | Cunizza II da Romano | Ezzelino I da Romano |  |  |       |  |  |                       |  |  |                         |  |
|                           |                           | Cunizza II da Romano | Ezzelino I da Romano |  |  |       |  |  |                       |  |  |                         |  |
|                           |                           | Cunizza II da Romano | Auria da Baone       |  |  |       |  |  |                       |  |  |                         |  |
| India da Camposampiero    |                           | Cunizza II da Romano |                      |  |  |       |  |  |                       |  |  |                         |  |
|                           |                           |                      | ...                  |  |  |       |  |  |                       |  |  |                         |  |
|                           |                           |                      |                      |  |  |       |  |  |                       |  |  |                         |  |
|                           |                           | ...                  |                      |  |  |       |  |  |                       |  |  |                         |  |
| Daria da Baone            |                           |                      |                      |  |  |       |  |  |                       |  |  |                         |  |
|                           |                           |                      |                      |  |  |       |  |  |                       |  |  |                         |  |
|                           |                           |                      |                      |  |  |       |  |  |                       |  |  |                         |  |
|                           |                           |                      |                      |  |  |       |  |  |                       |  |  |                         |  |
|                           |                           |                      |                      |  |  |       |  |  |                       |  |  |                         |  |